# Khadia acutipetala
Khadia acutipetala là một loài thực vật có hoa trong họ Phiên hạnh. Loài này được (N.E. Br.) N.E. Br. mô tả khoa học đầu tiên năm 1931.